# Rainer Jung
Rainer Josef Jung (* 12. Juli 1943 in Saarbrücken; † 28. November 2021) war ein deutscher Generalmajor a. D.

## Militärischer Werdegang und Studium
Beförderungen
- 1964 Leutnant im BGS
- 1967 Oberleutnant
- 1971 Hauptmann
- 1974 Major
- 1981 Oberstleutnant
- 1987 Oberst
- 1992 Brigadegeneral
- 1995 Generalmajor

Jung trat 1962 in das Pionierbataillon 4 des Heeres der Bundeswehr in Bogen ein. 1963/64 wurde er an der Truppenschule Pioniere („Akademie des Heeres für Ingenieurbau“) zum Pionierzugführer ausgebildet. Danach wurde er als Zugführer im Gebirgspionierbataillon 8 verwendet. Von 1967 bis 1972 studierte er Bauwesen an der Technischen Hochschule München (Diplom-Ingenieur (TH) 1972). Seine Diplomarbeit wurde durch den Hauptverband der Deutschen Bauindustrie ausgezeichnet. Von 1972 bis 1975 war er Kompaniechef im Gebirgspionierbataillon 8 in Brannenburg.
Von 1975 bis 1977 absolvierte er den 18. Generalstabslehrgang (H) an der Führungsakademie der Bundeswehr (FüAkBw) in Hamburg. Nach kurzzeitiger Verwendung ebendort besuchte er einen Lehrgang am DSCC-Wellington Indian Defence Services Staff College in Wellington (Indien) und studierte an der University of Madras (Master of Science in Defence Studies 1979). 1979/80 war er G2 (Leiter der Generalstabsabteilung 2 Militärisches Nachrichtenwesen) der 1. Luftlandedivision in Bruchsal und von 1980 bis 1982 in Ottobrunn. Von 1982 bis 1984 war er Kommandeur des Pionierbataillons 10 in Ingolstadt und Divisionspionierführer der 10. Panzerdivision. Von 1984 bis 1987 war er Referent beim Führungsstab des Heeres (Fü H VII 1) in Bonn. Von 1987 bis 1989 war er stellvertretender General der Heeresrüstung und Gruppenleiter III 1 im Heeresamt in Köln. Von 1989 bis 1992 war er Kommandeur der Panzerbrigade 14 „Hessischer Löwe“ in Neustadt/Hessen.
1992 wurde er Stabsabteilungsleiter beim Fü H VI. Von 1995 bis 1998 war er Befehlshaber Wehrbereich VI und Kommandeur der 1. Gebirgsdivision in München. 1998 wurde er Chief of Staff im Allied Command Baltic Approaches (BALTAP) in Karup. 2000/01 war er General für nationale und territoriale Aufgaben beim Heeresführungskommando (HFüKdo) in Koblenz.

## Sonstiges
Von 2002 bis 2006 war er Geschäftsführer der Clausewitz-Gesellschaft.
2007 wurde er in das Kuratorium der TU München gewählt.
Er war verheiratet.

## Auszeichnungen
- Command Lentnigne Memorial Medal
- Legion of Merit
- Ordre national du Mérite (Officer)
- Bayerischer Verdienstorden
- 1994: Meritorious Service Medal
- 2003: Bundesverdienstkreuz am Bande